# Lysice (zámek)
Zámek Lysice je stavební památka nacházející se ve stejnojmenném městysu Lysice na jižní Moravě. Zámek je ve vlastnictví státu, je zpřístupněný veřejnosti a jeho správou je pověřen Národní památkový ústav. Je chráněn jako národní kulturní památka.

## Historie
V současné době má zámek barokní podobu, ale vznikl na místě vodní tvrze pánů z Kunštátu. Kunštátové připojili Lysické panství ke svému před rokem 1320. Roku 1350 je získal třetí syn Gerharda z Kunštátu, Kuna III. z Kunštátu a Lysic, který nedaleko vybudoval hrad Rychvald. Hrad byl však příčinou sporů a během markraběcích válek byl využíván tehdejším majitelem panství Ješkem Puškou z Kunštátu a jeho následníky k loupeživým výpravám. Po vymření lysické větve rodu je zdědil v r. 1451 Procek z Kunštátu a Opatovic. Z doby jeho panování z r. 1476 pochází první zmínka o lysické tvrzi obklopené vodním příkopem na místě dnešního zámku. Rod Kunštátů Lysice definitivně ztrácí v roce 1521, kdy Ludvík Zajímač z Kunštátu prodal lysické a kunštátské panství Vilémovi z Pernštejna.
Pernštejnové však brzy nato (v r. 1528) obě panství směnili s Janem Černčickým z Kácova, od kterého naopak získali panství Nové Město nad Metují. Janův syn Diviš Černčický nechal v 50. letech 16. století lysickou tvrz přestavět.
V roce 1584 získal Lysice Jindřich Březnický z Náchoda. Jindřichův syn Hron nechal tvrz renesančně přestavět. Jeho působení dokládá erb umístěný na východním křídle zámku. Po něm jej zdědil jeho nevlastní bratr Jiří Březnický z Náchoda (1589–1634), který se zapojil do stavovského povstání, následně však přeběhl k císaři, díky čemuž později získal značné majetky. Za jeho panování nejspíše došlo k dalším úpravám a výstavbě zámecké kaple. Jiřího syn Ferdinand Leopold Březnický (1625–1677) vedl nákladný život, který skončil bankrotem a odprodejem zámku a panství, který potom několikrát v krátké době změnil majitele.
V roce 1685 se jako odúmrť dostal do majetku císaře, který jej prodal rodu Serényiů. Barokní stavební fáze zámku, provedená patrně v letech 1705–1711 za vlády hraběte Antonína Amata Serényiho, byla s největší pravděpodobností uskutečněna brněnským stavebním mistrem Mořicem Grimmem. V rámci této přestavby vznikla mimo jiné hodinová věž a sala terrena.Vzhledem k narůstajícím dluhům však Antonín Amatus ve své závěti nařídil Lysice prodat. Od rodiny Seréniyů koupil Lysice Jan Leopold z Ditrichštejna, který je o několik let později prodal rodu Piatiů.
Jan Jiří Piati z Drnovic (1692–1759) získal rytířský titul teprve krátce před koupí panství, nicméně učinil z Lysic hlavní sídlo svého rodu. Jeho následník Emanuel Piati (1729–1807) se potýkal se selskými nepokoji, vyvolanými bezohledným vymáháním robotních povinností, které vyústily v krvavě potlačené povstání r. 1783. Po něm zdědila panství Antonie Piati (1773–1843), díky které se z Lysic stalo centrum intelektuálního života. Proslulým se stalo zejména nové zámecké divadlo.
Na počátku 19. století získali Lysice Dubští z Třebomyslic, kterým zámek s přilehlým panstvím patřil až do roku 1945. Mezi nejznámější členy rodu patřila rakouská spisovatelka Marie, provdaná Ebner von Eschenbach, která na zámku často pobývala a tvořila. Stavba prošla výraznými stavebními úpravami v 2. polovině 19. století podle projektu stavebního mistra Kajetána Vašíčka; je pravděpodobné, že do podoby přestaveb zasáhl i diletující architekt a tehdejší majitel zámku hrabě Emanuel Dubský z Třebomyslic. Kromě vnitřních interiérů je zde možno navštívit okrasnou zahradu s oranžerií a skleníky a nevšední kolonádu přiléhající přímo k zámku. V roce 1902 vyhořelo severní křídlo zámku, při čemž bylo zničeno zámecké divadlo spolu s divadelní knihovnou.
Posledním soukromým vlastníkem byl Albrecht Dubský z Třebomyslic, kterému byl zámek zabaven a později zpřístupněn veřejnosti. Na přelomu 60. a 70. let 20. století prodělala stavba výraznou rekonstrukci.
| Rok  | Počet návštěvníků |
| ---- | ----------------- |
| 2015 | 27 621            |
| 2016 | 33 490            |
| 2017 | 32 457            |

Mezi říjnem 2021 až prosincem 2023 proběhla kompletní obnova zámecké zahrady do podoby z konce 19. století. Práce zahrnovaly i rekonstrukci oranžérie, skleníku, fíkovny, instalaci technických rozvodů a automatizace. Rekonstrukce byla financována Ministerstvem kultury ČR částkou 182 milionů Kč a z přímé dotace GŘ NPÚ částkou 11 milionů Kč.

### Přehled majitelů
- 1308–1521 páni z Kunštátu
- 1521–1528 Pernštejnové
- 1528–1584 Černčičtí z Kácova
- 1584–1675 Březničtí z Náchoda
- 1675–1678 Jan Arnošt Montrochier
- 1678–1686 Jiří Scelepsényi
- 1686–1740 Serényiové
- 1740–1745 Ditrichštejnové
- 1745–1807 Piatiové
- 1807–1945 Dubští z Třebomyslic
- od roku 1945 československý a český stát

## Fíkovna
V areálu zámku se nachází fíkovna z roku 1835. Vzácná technická památka má zděnou dolní část a střechu posuvnou na kolejnicích, která se na léto otevírala.

## V populární kultuře
K zajímavostem zámku patří, že se zde natáčela část čtvrté epizody televizního seriálu Četnické humoresky (díl Beáta).

## Galerie

interiér
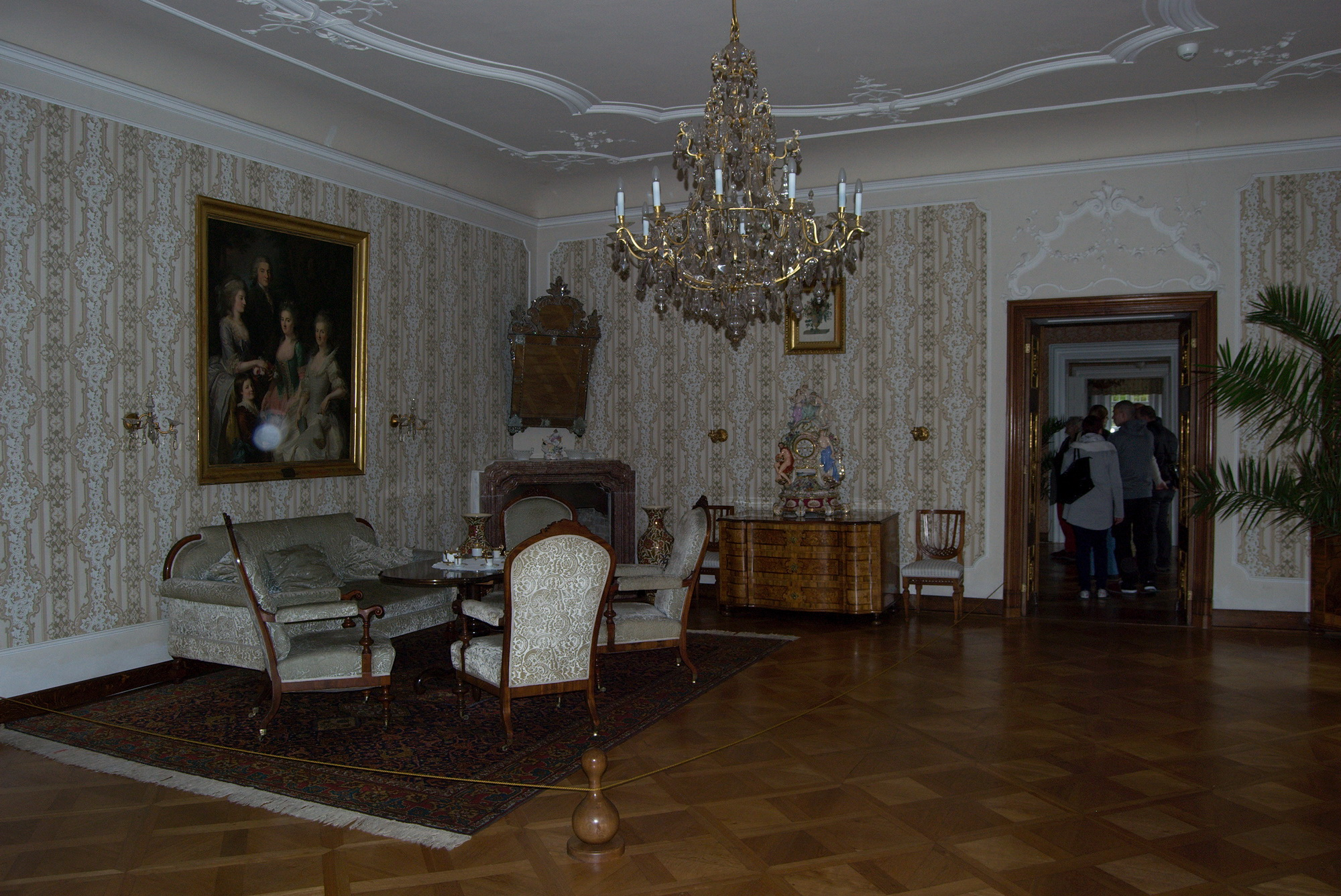
Rohový, šedý salon (biedermayerovský interiér)
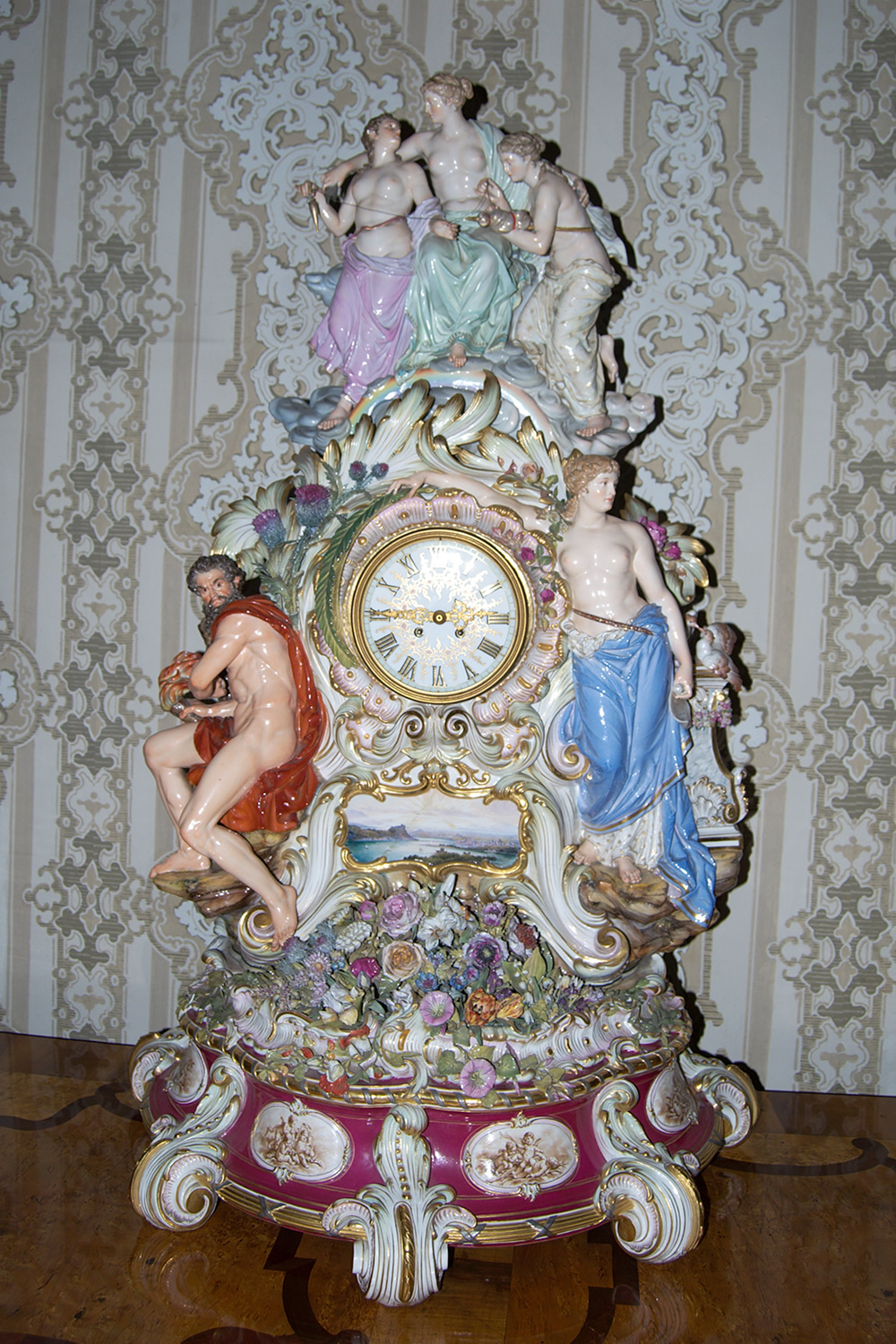
Stolní hodiny z míšeňského porcelánu z období druhého rokoka v Rohovém, šedém salonu
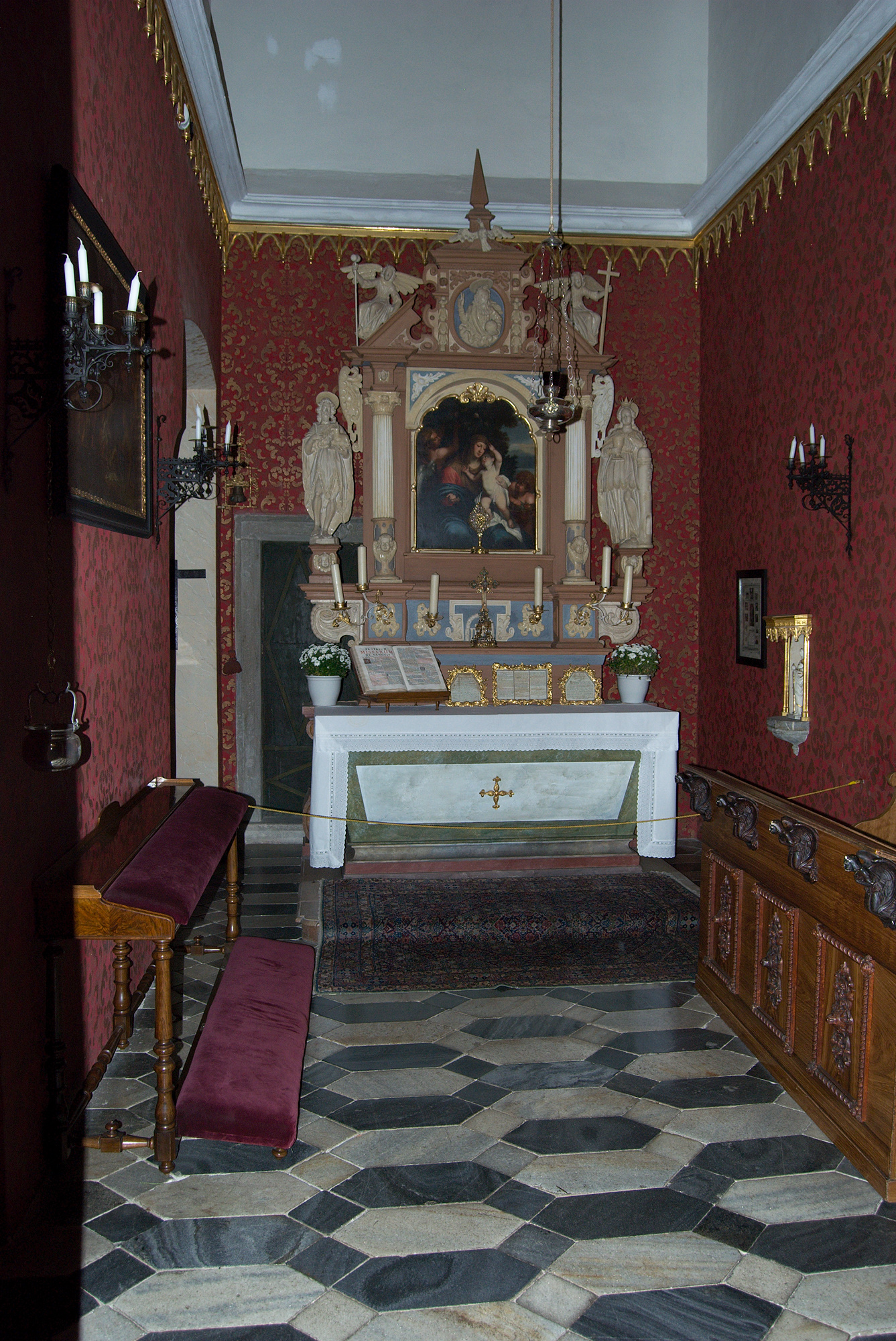
Zámecká kaple
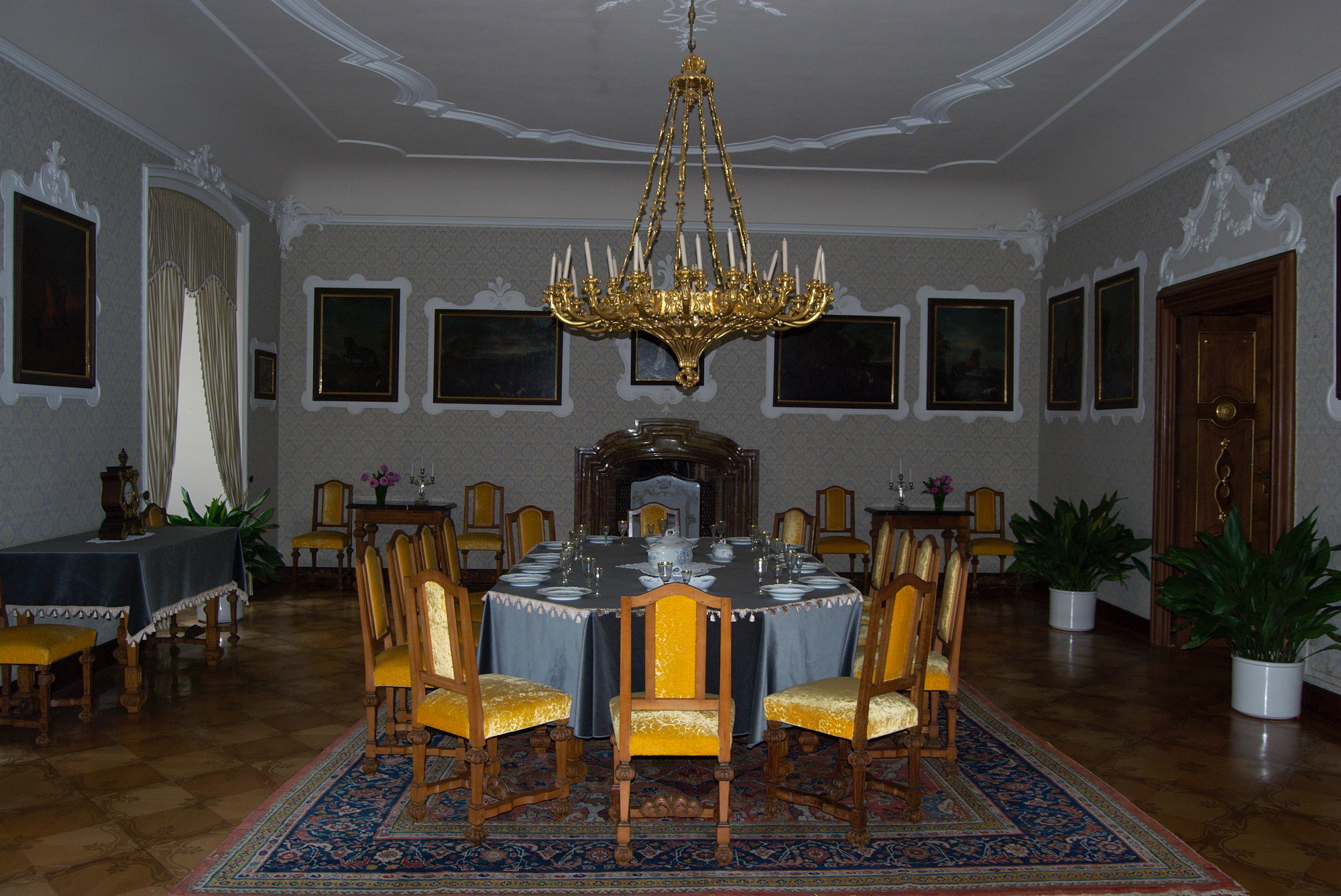
Velká jídelna
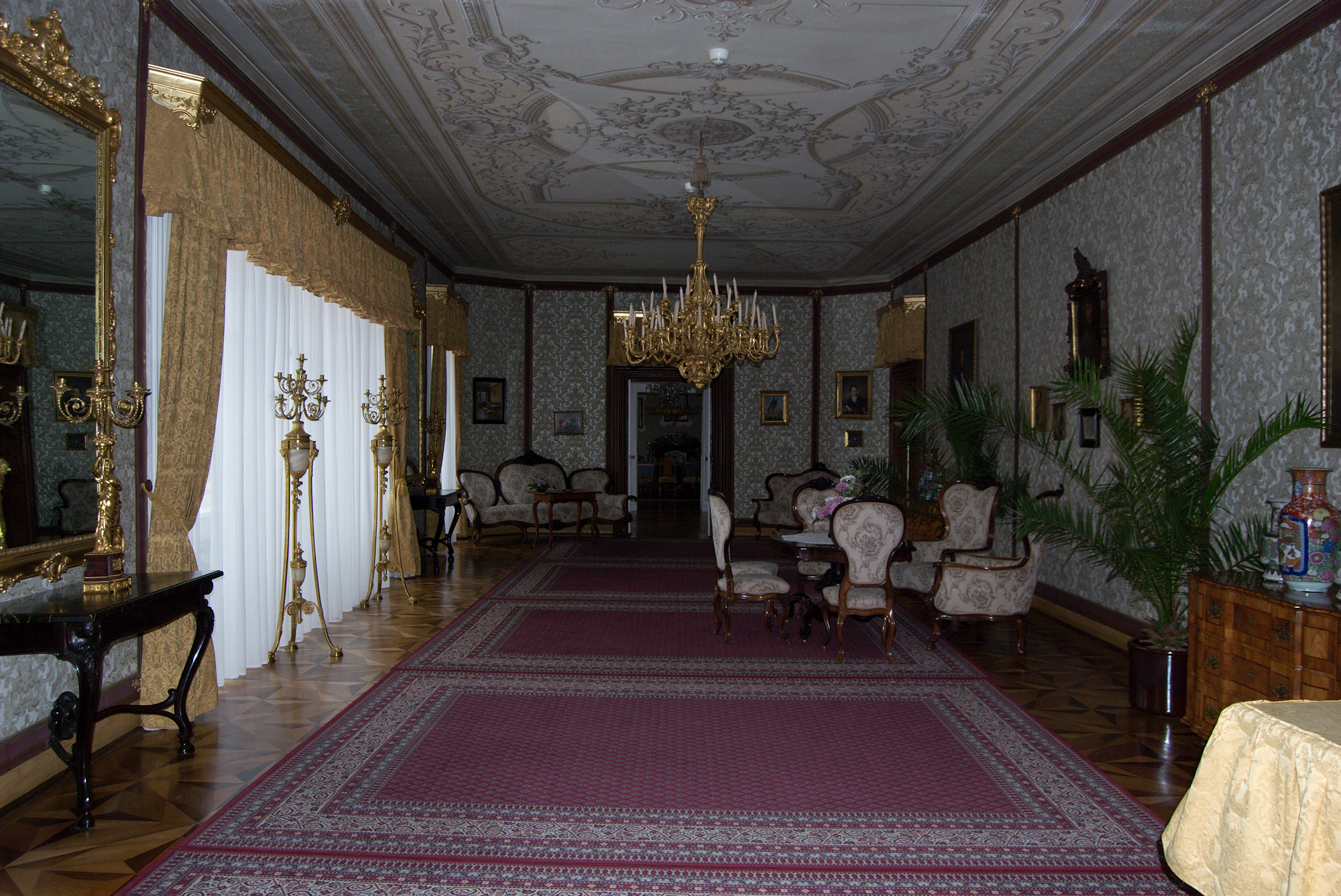
Velký reprezentační salon
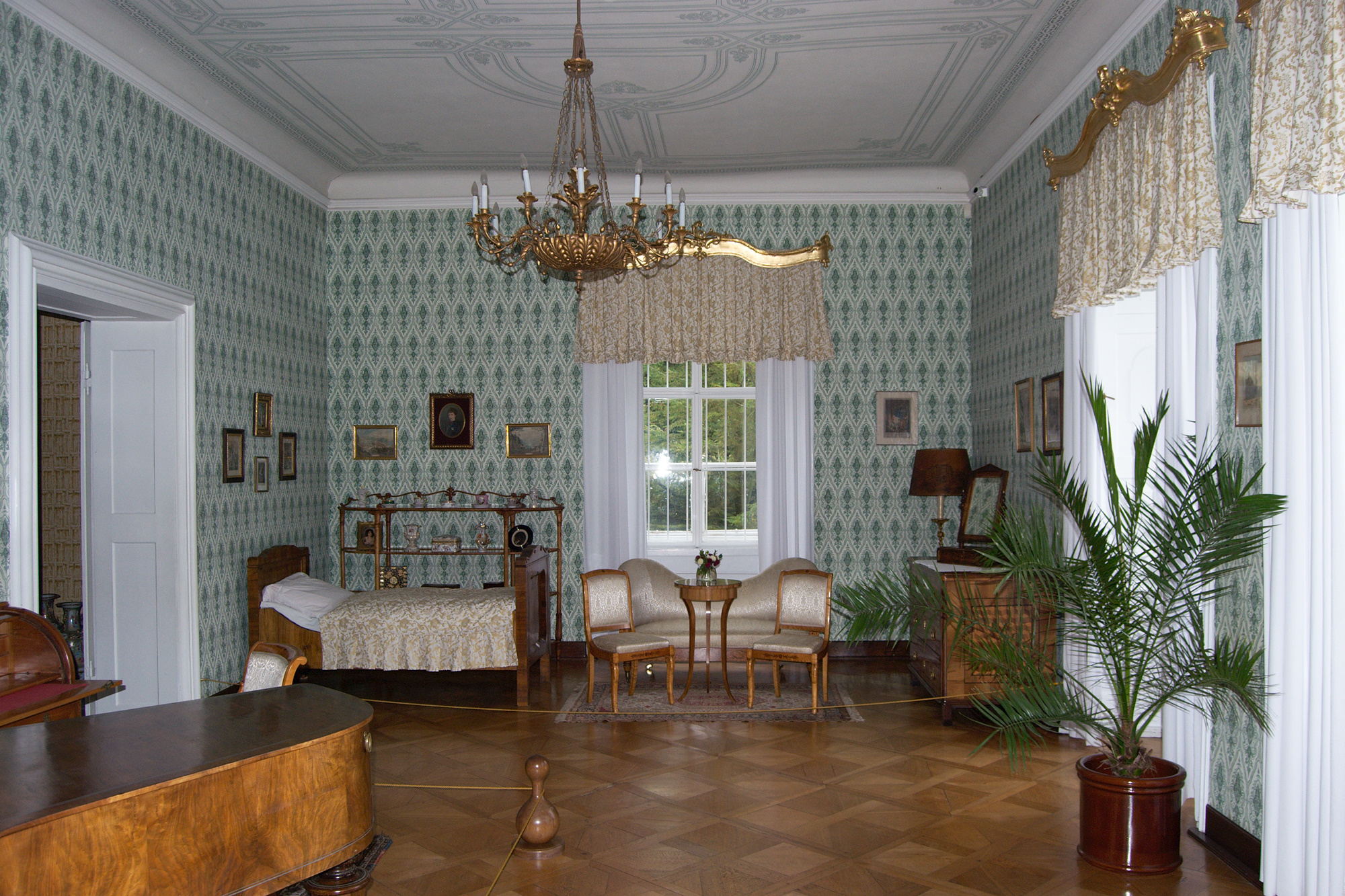
Dívčí pokoj
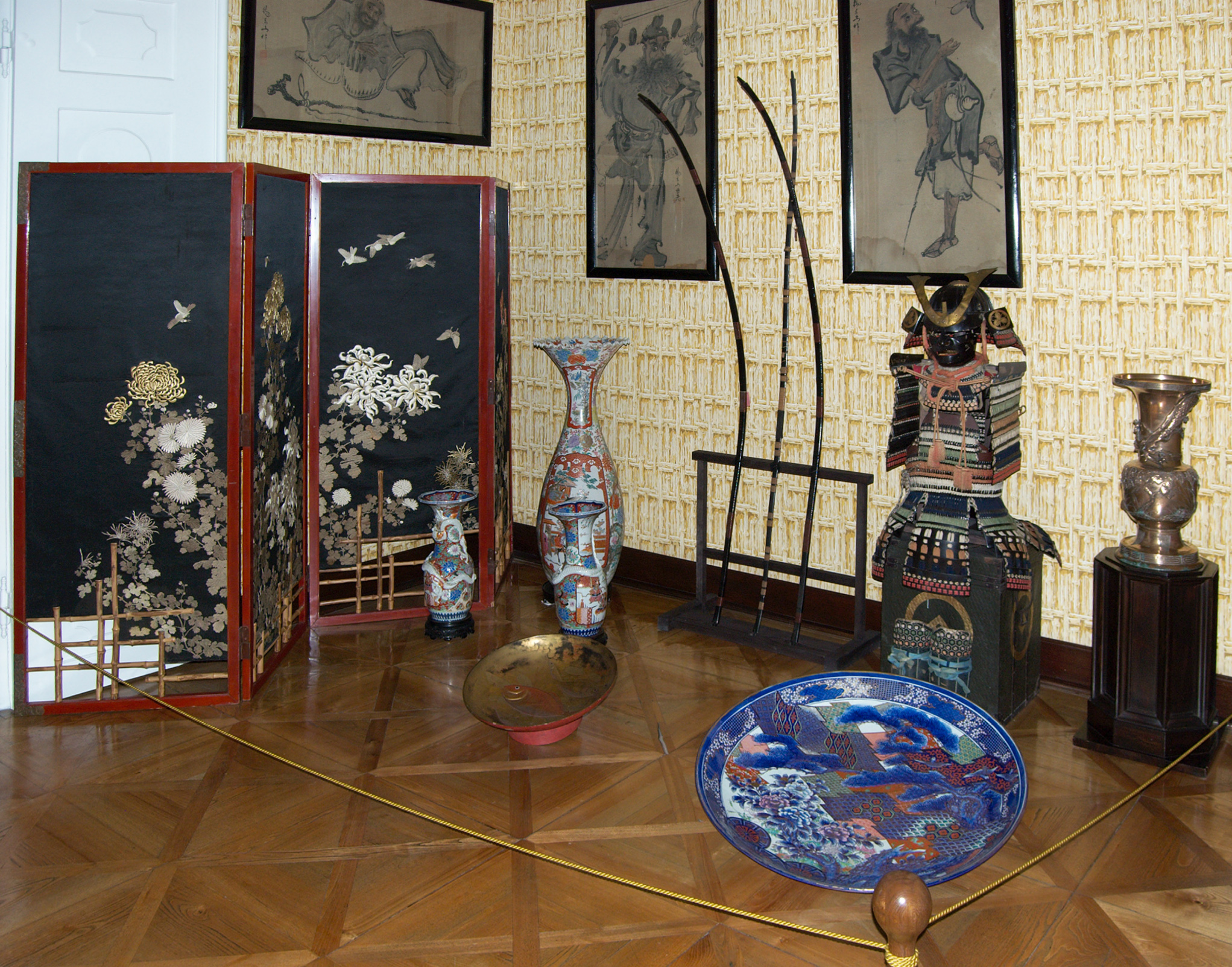
Orientální salonek
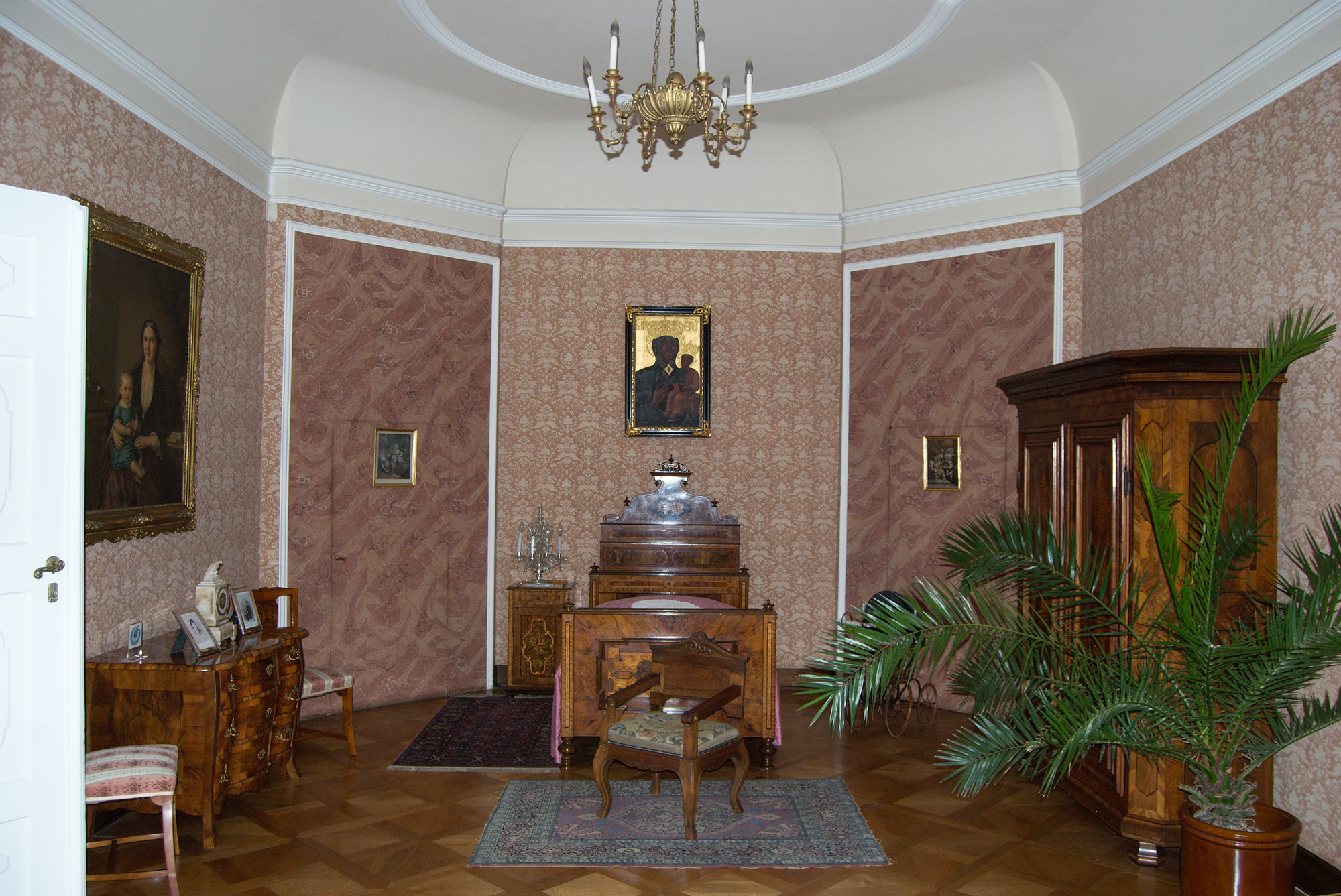
Ložnice v prvním poschodí

zámecká zahrada
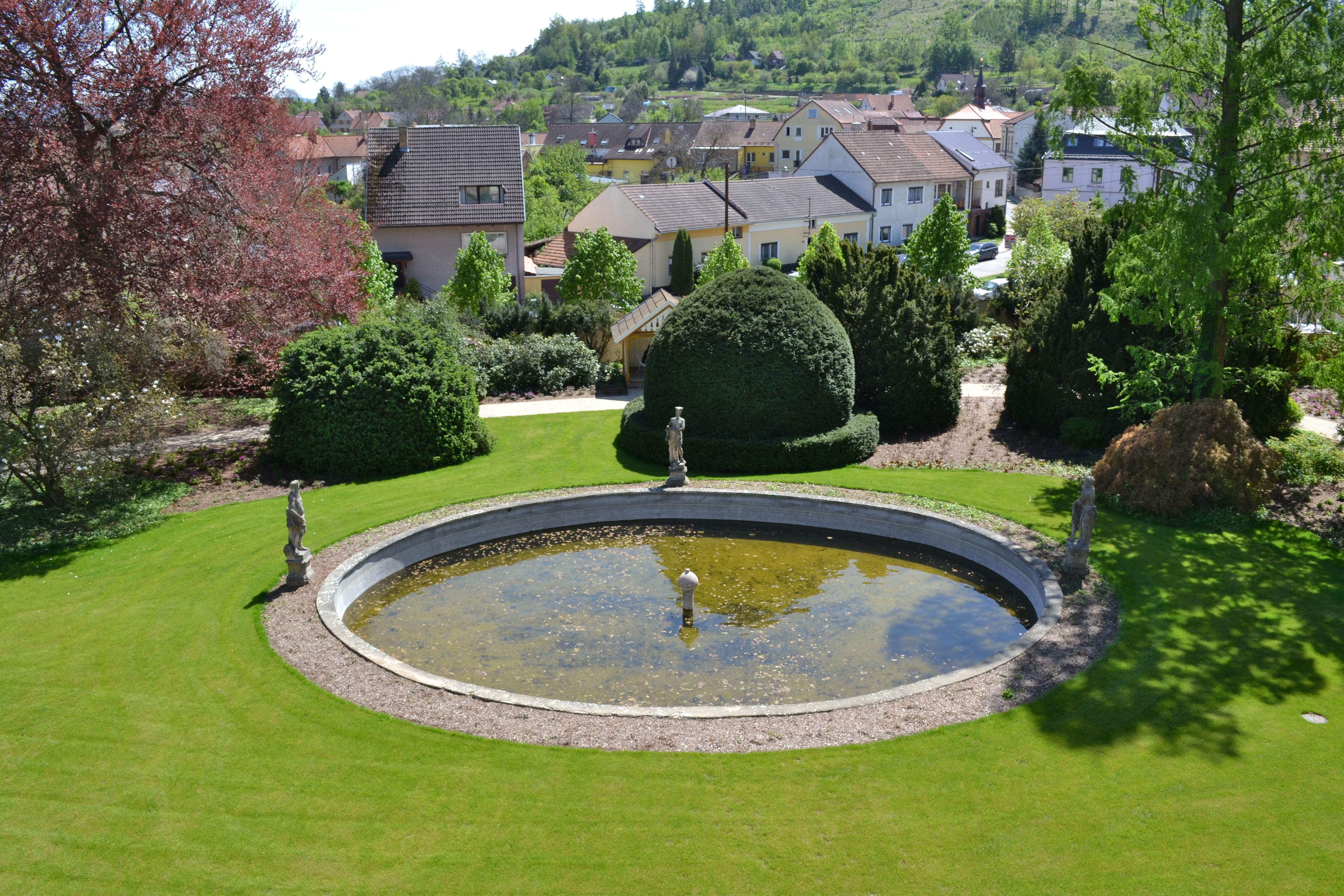
spodní parter
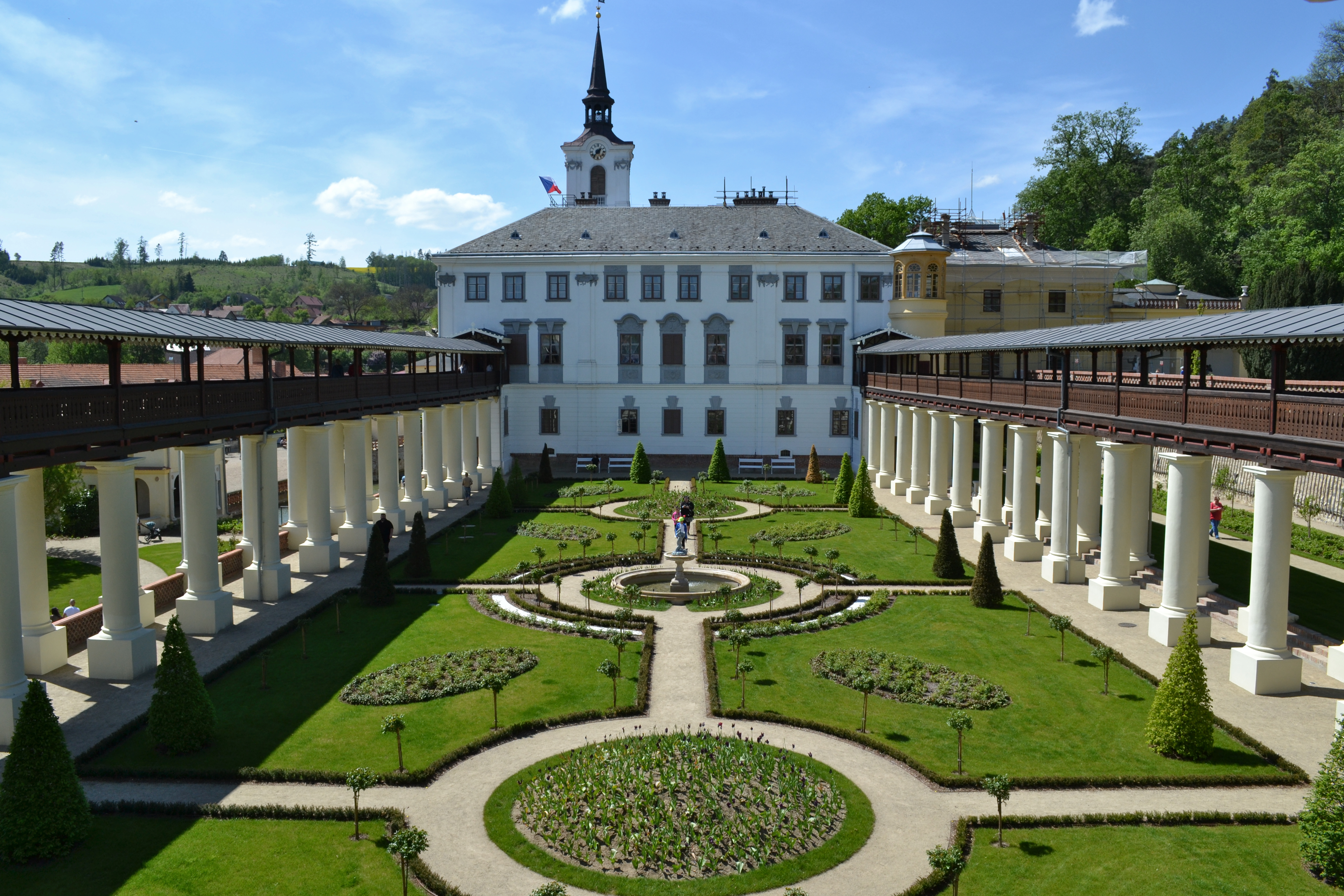
střední parter a kolonáda
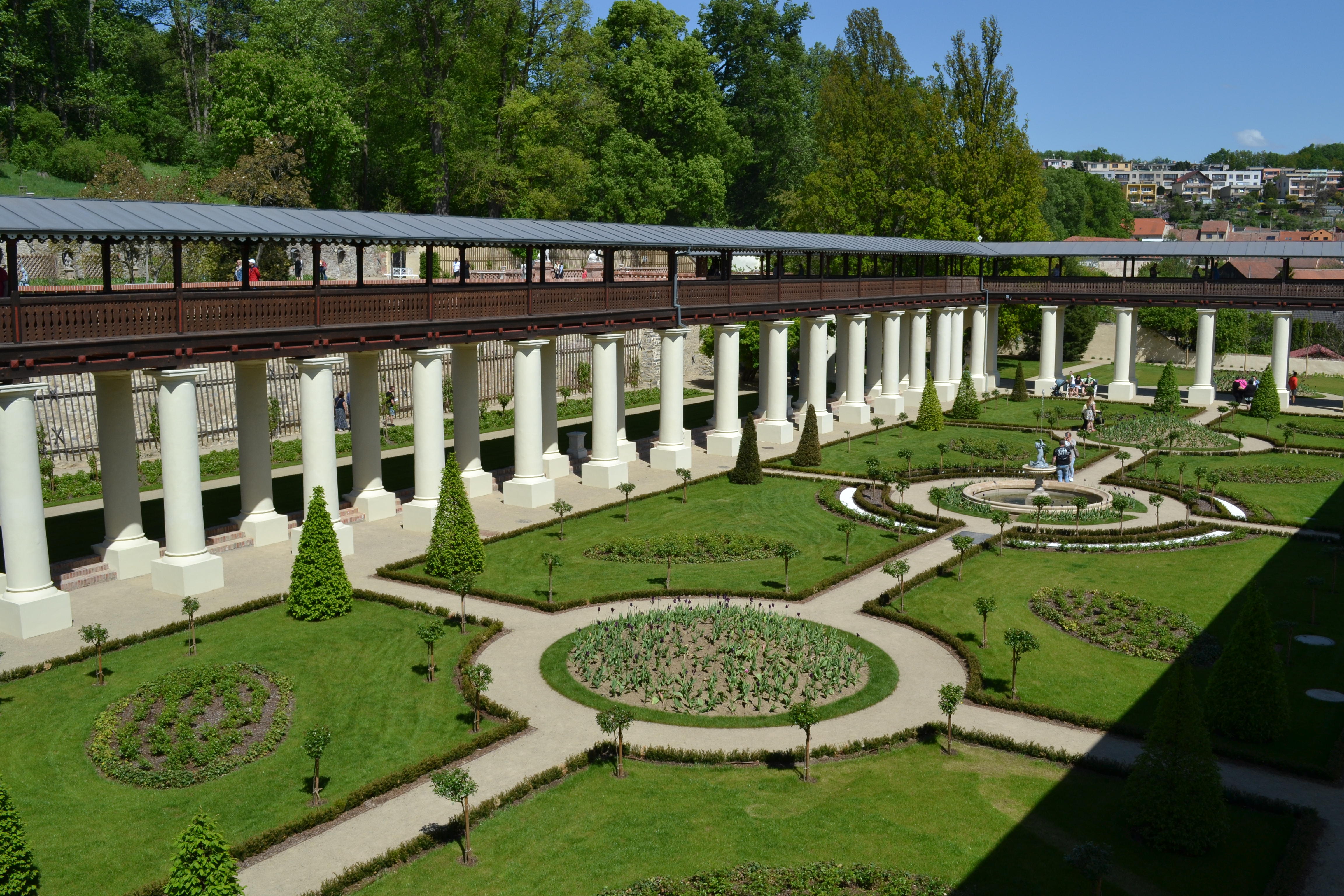
kolonáda
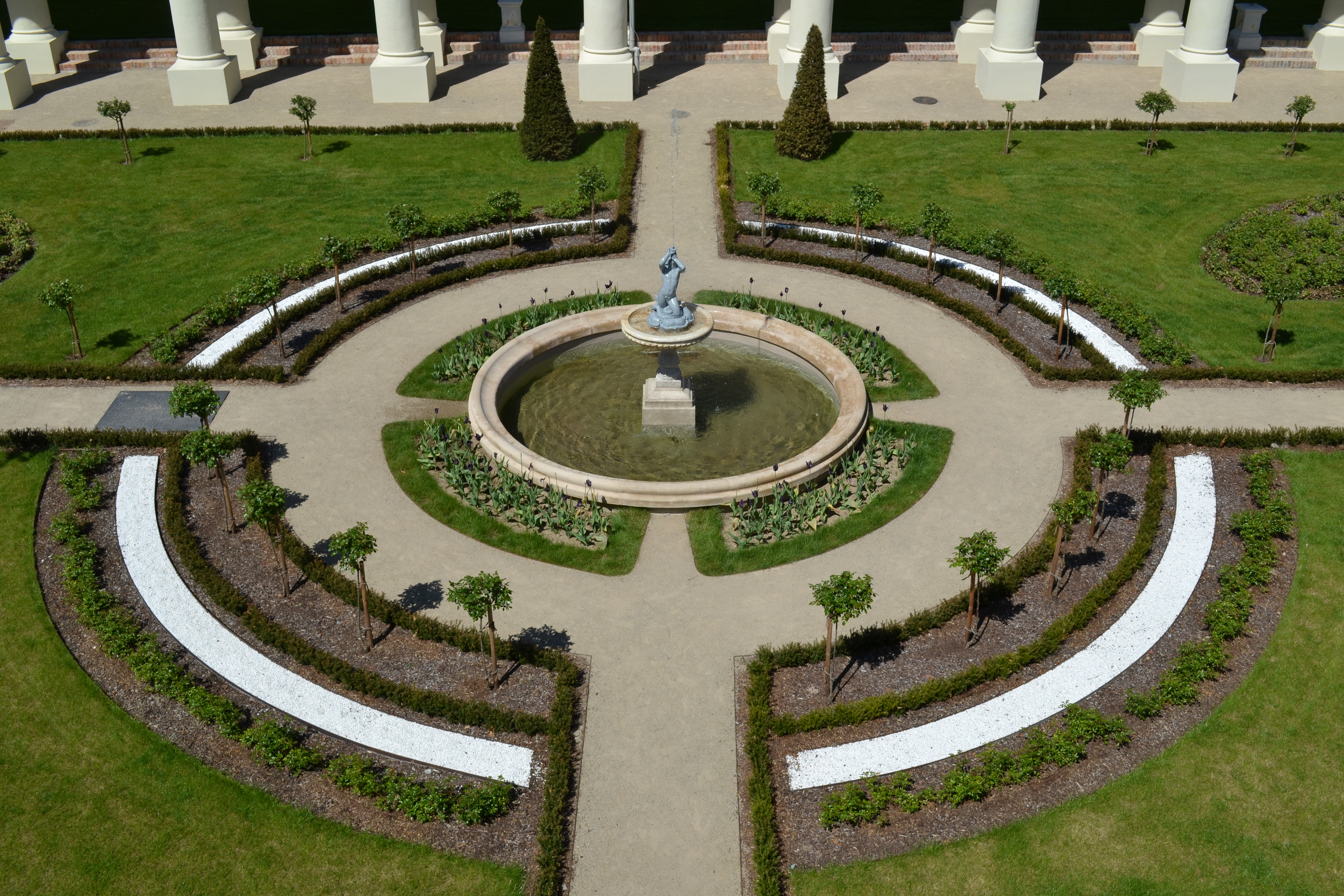
bazén s Tritónem
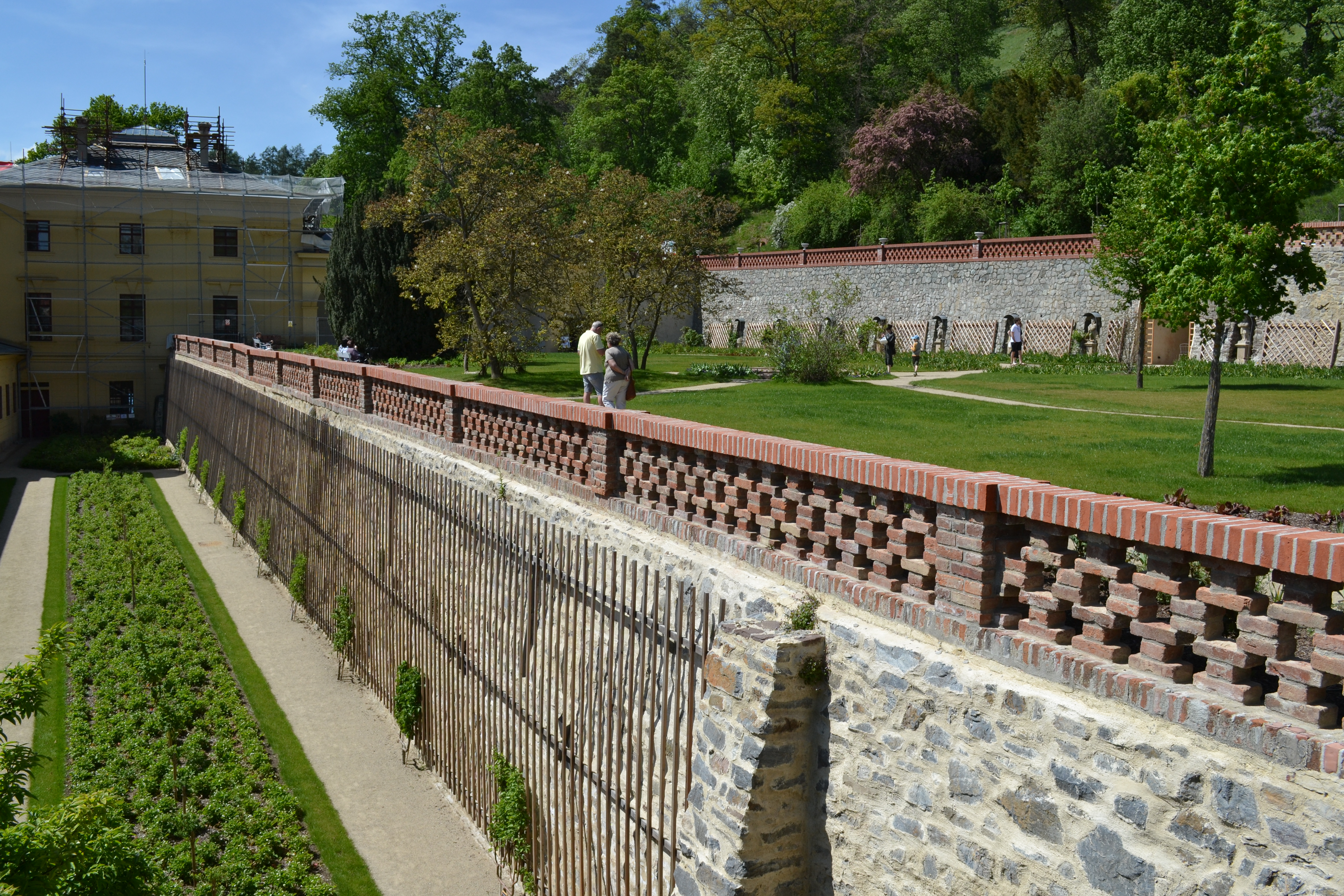
horní parter
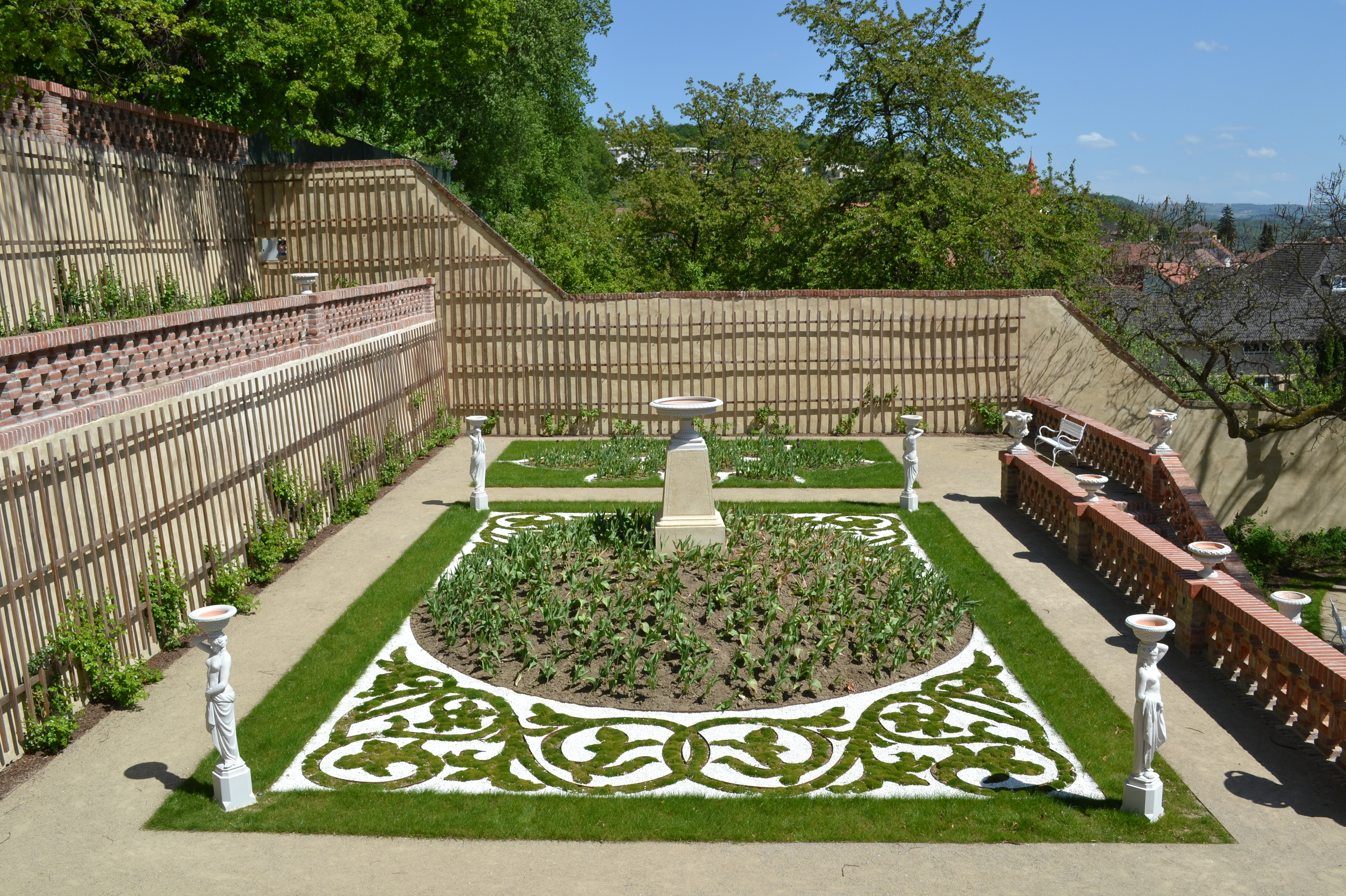
Kapucínka

ostatní stavby
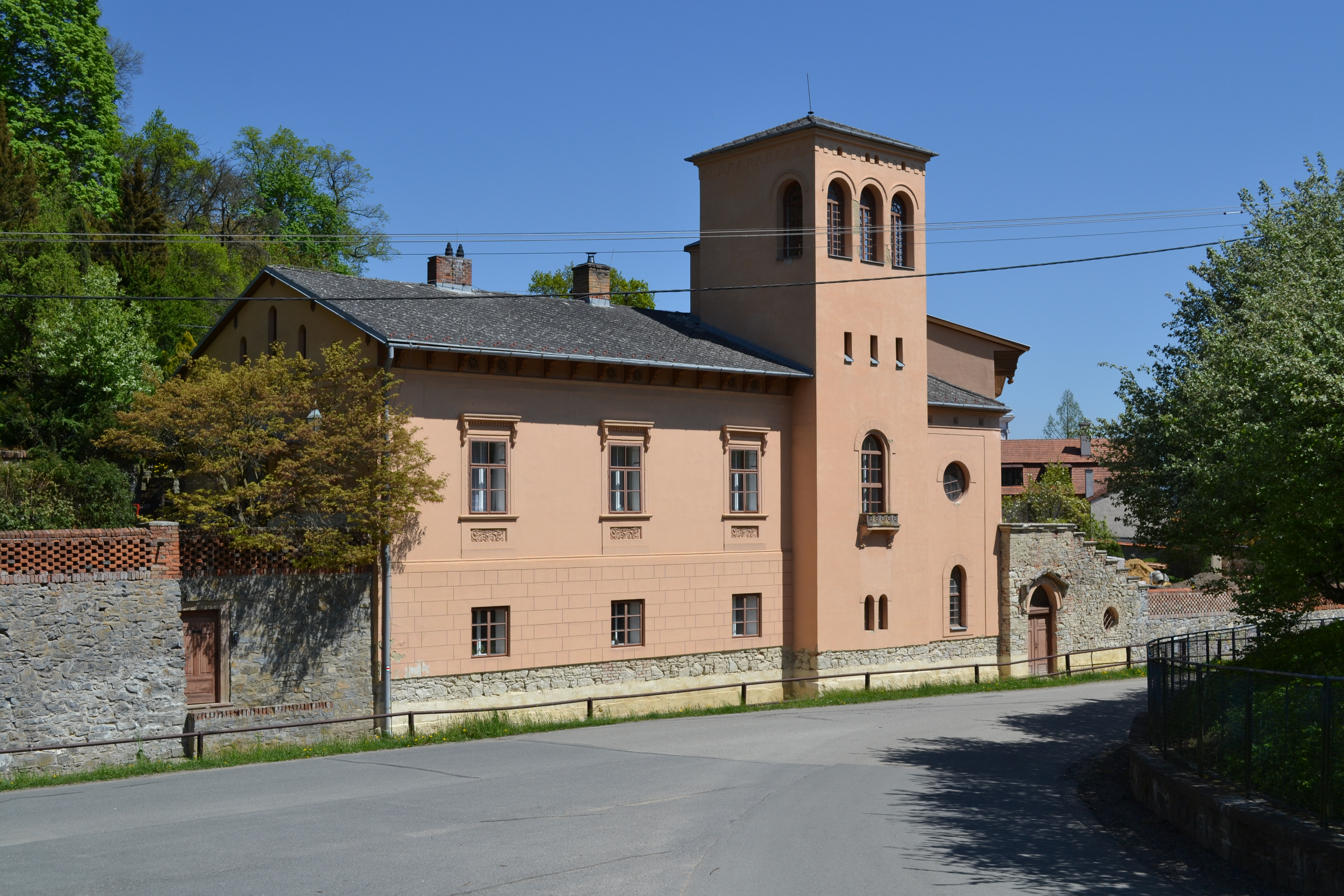
dům zahradníka
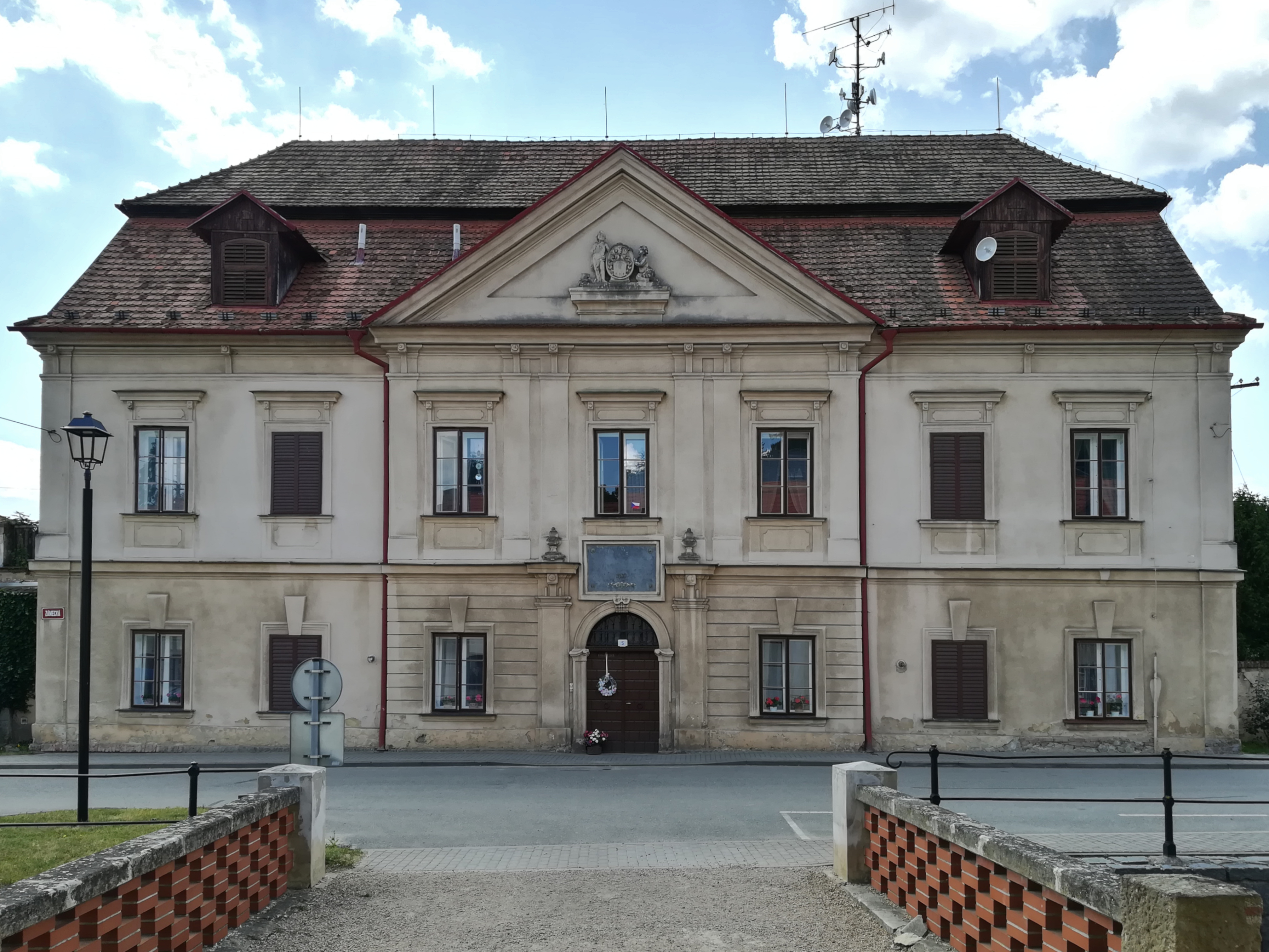
hospodářská správa
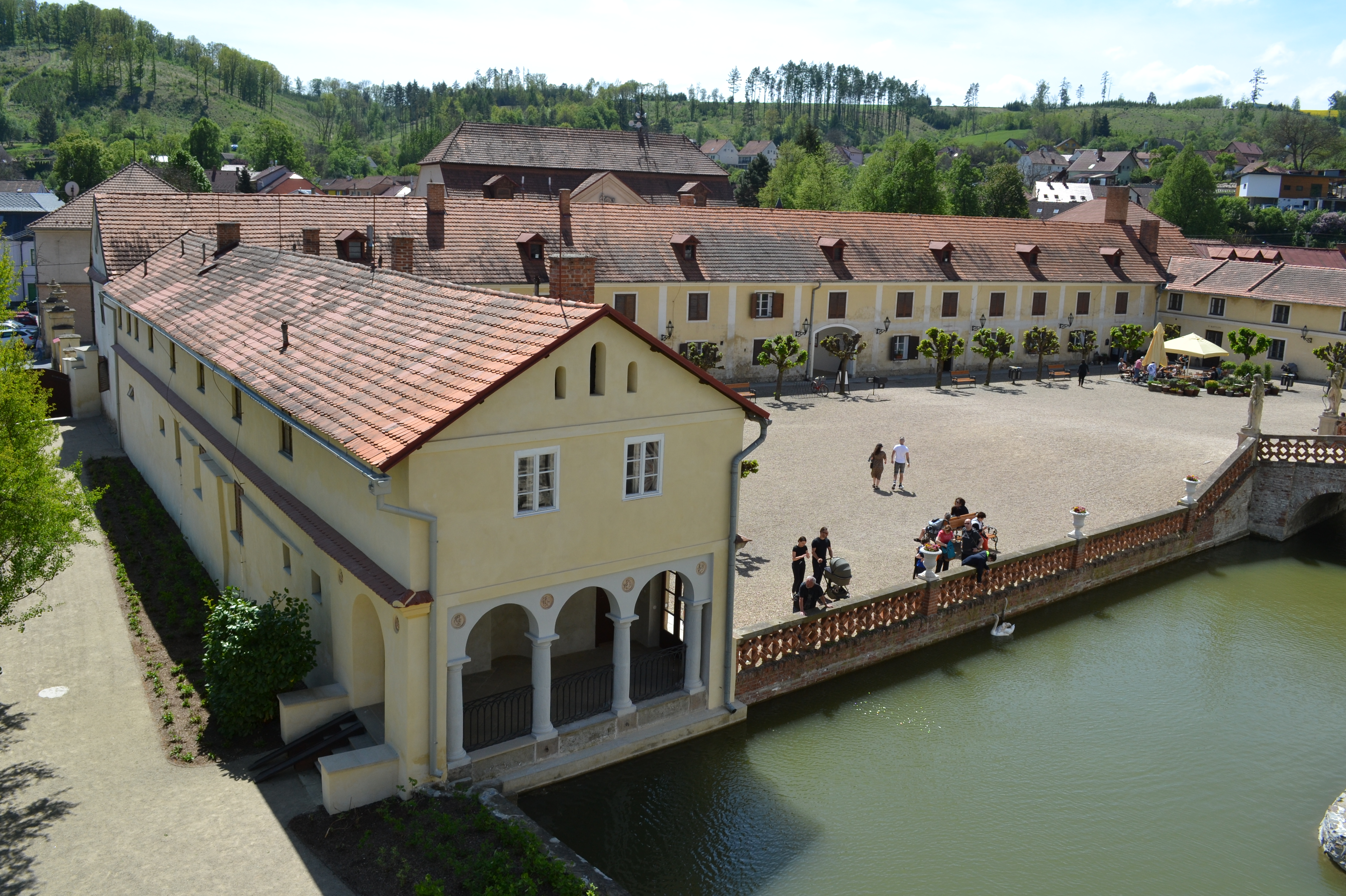
dolní nádvoří
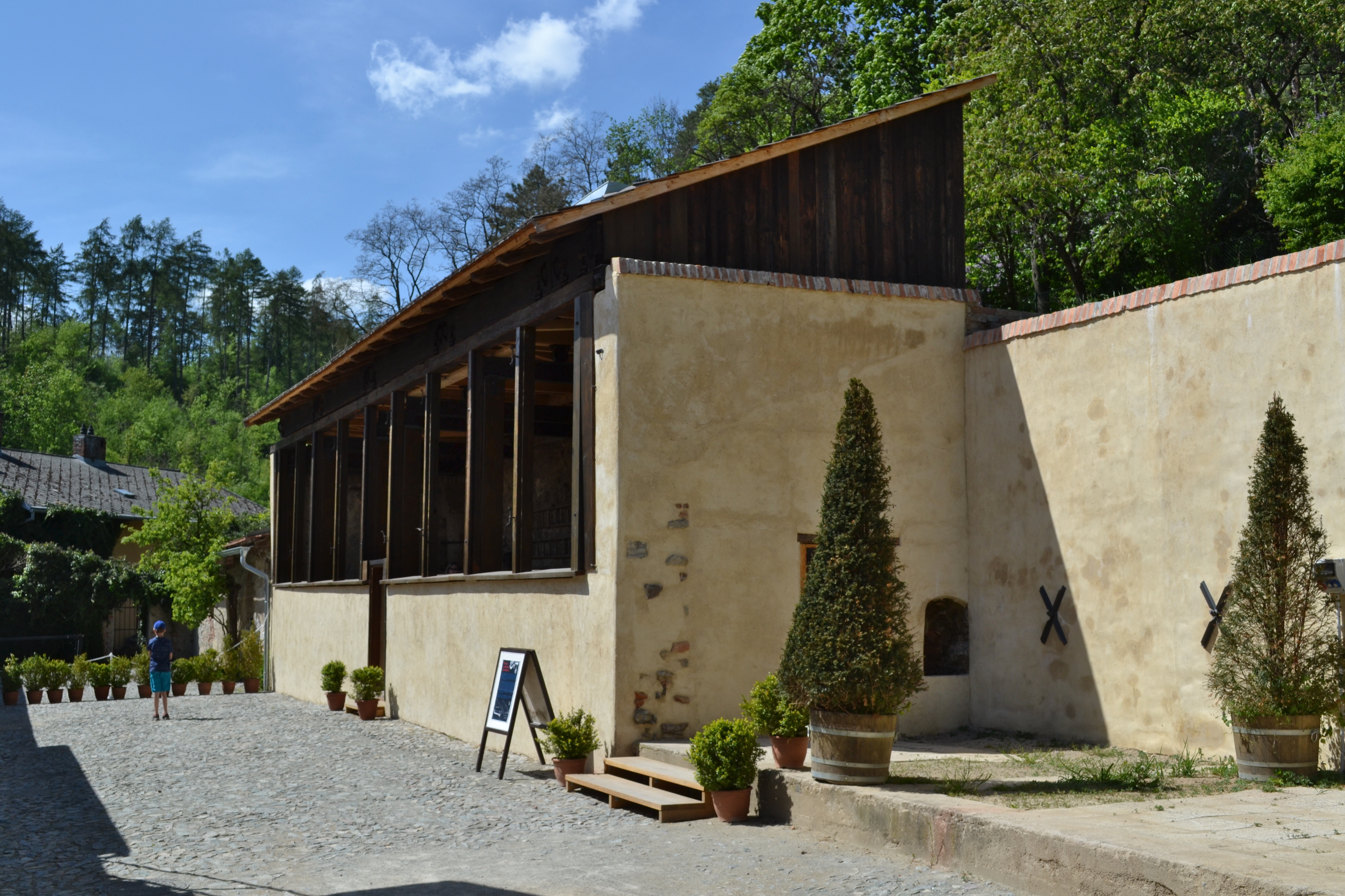
fíkovna
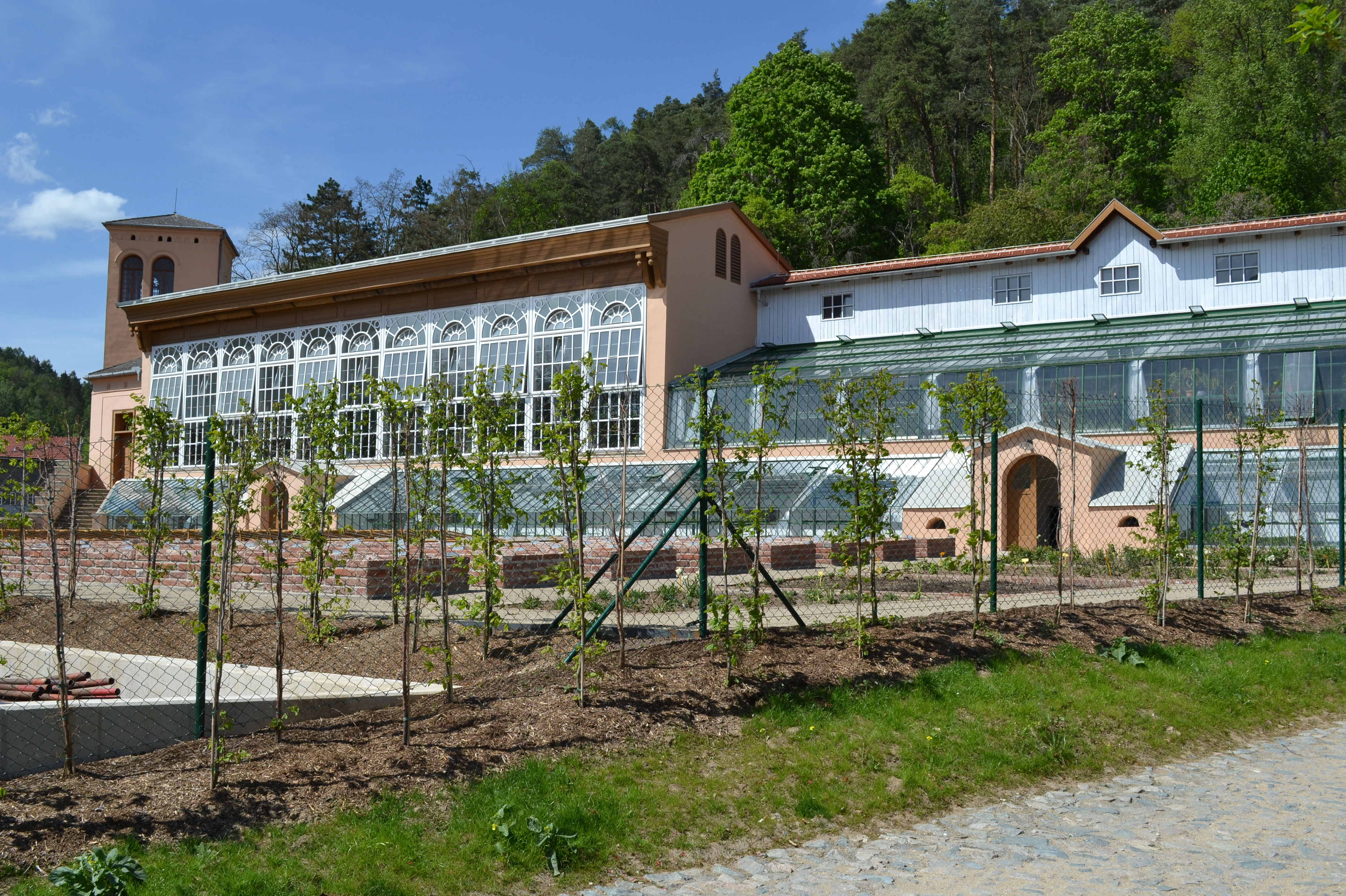
oranžerie a skleník
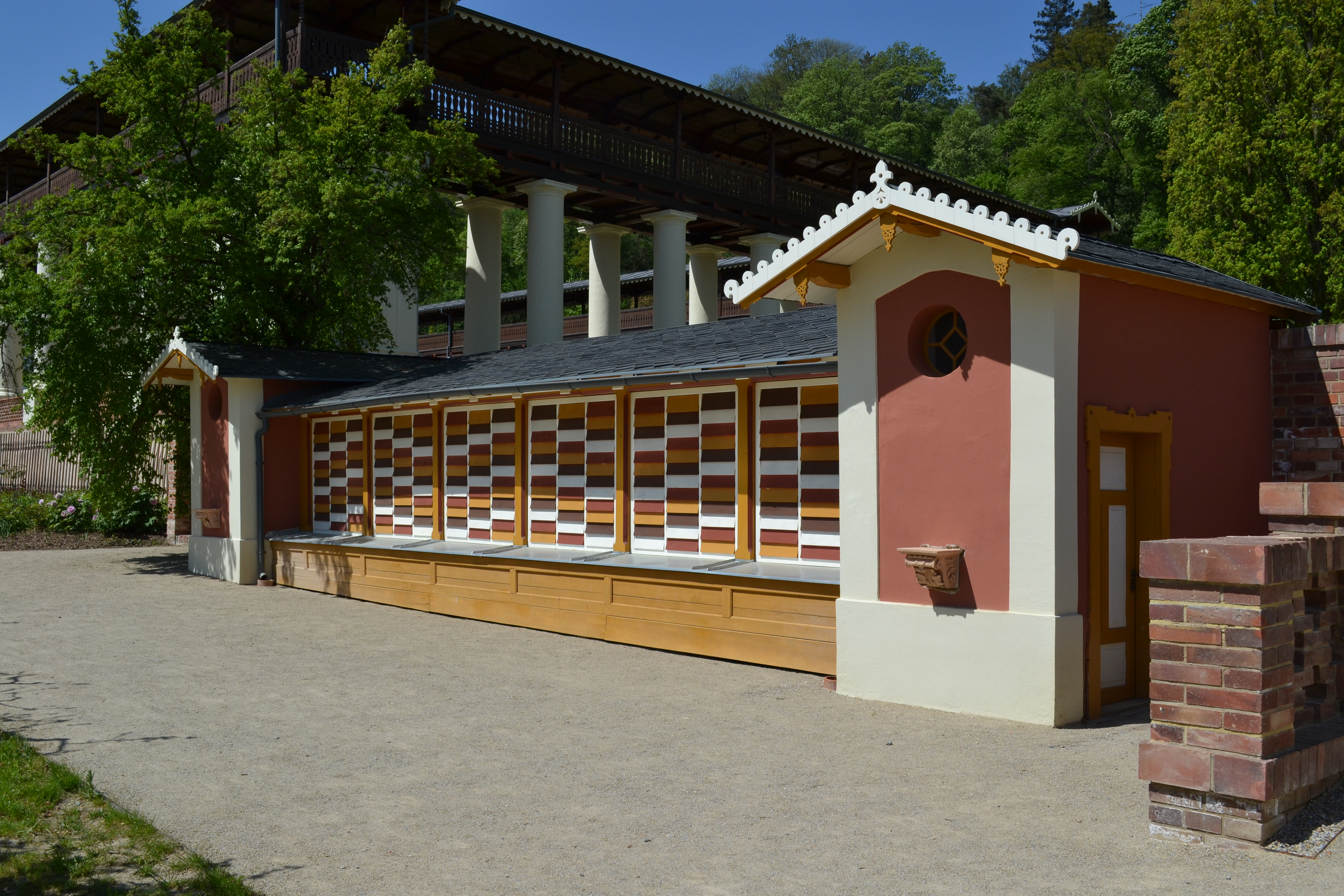
včelín